# Hipismo nos Jogos Pan-Americanos
O Hipismo nos Jogos Pan-Americanos foi introduzido em 1951, em Buenos Aires.
Em Havana 1991, e Santo domingo 2003, os eventos ocorreram em solo estadunidense, devido a barreiras impostas.

## Quadro de Medalhas
Alguns eventos não tinham medalhistas de prata e bronze.

| Ordem | País                 | Medalha de ouro | Medalha de prata | Medalha de bronze | Total |
| ----- | -------------------- | --------------- | ---------------- | ----------------- | ----- |
| 1     | Estados Unidos       | 48              | 30               | 15                | 93    |
| 2     | Canadá               | 19              | 21               | 12                | 52    |
| 3     | México               | 8               | 9                | 17                | 34    |
| 4     | Chile                | 7               | 6                | 13                | 26    |
| 5     | Brasil               | 6               | 6                | 13                | 25    |
| 6     | Argentina            | 2               | 11               | 2                 | 15    |
| 7     | Bermudas             | 1               | 0                | 1                 | 2     |
| 8     | Porto Rico           | 1               | 0                | 0                 | 1     |
| 9     | Colômbia             | 0               | 1                | 4                 | 5     |
| 10    | Venezuela            | 0               | 1                | 1                 | 2     |
| 11    | República Dominicana | 0               | 0                | 2                 | 2     |
| 12    | Uruguai              | 0               | 0                | 1                 | 1     |
| Total | Total                | 92              | 85               | 81                | 258   |

## Ligações Externas
- Sports123